# Гвадокавали (Кампобасо)
Гвадокавали је насеље у Италији у округу Кампобасо, региону Молизе.
Према процени из 2011. у насељу је живело 51 становника. Насеље се налази на надморској висини од 584 м.